# Christian Träsch
Christian Träsch (Ingolstadt, 1987. szeptember 1. –), német labdarúgó, posztját nézve középpályás.

## Pályafutása

### Klubcsapatban
2008. február 3-án debütált a Schalke ellen. Az első gólját úgy szerezte a bajnokságban, hogy egy kifejelés után kapásból a kapuba lőtte. Ez olyan 25 méterre a kaputól történt. 2009-ben meghosszabbította a szerződését a VfB Stuttgarttal 2012 nyaráig.
2011. július 25-én Träsch átigazolt a VfL Wolfsburghoz.

### A válogatottban
2009. május 19-én Träsch elutazott a német válogatottal a csapat ázsiai edzőtáborába. Első válogatott meccsét a Egyesült arab emírségekbeli labdarúgó-válogatott ellen játszotta, ahol nem lőtt gólt és le is cserélték a 79. percben, helyette Andreas Hinkel lépett akkor pályára.

## Fordítás
Ez a szócikk részben vagy egészben  a   Christian Träsch című angol Wikipédia-szócikk ezen változatának fordításán alapul.  Az eredeti cikk szerkesztőit annak laptörténete sorolja fel. Ez a jelzés csupán a megfogalmazás eredetét és a szerzői jogokat jelzi, nem szolgál a cikkben szereplő információk forrásmegjelöléseként.